# Liste der Monuments historiques in Villiers-sur-Suize
Die Liste der Monuments historiques in Villiers-sur-Suize führt die Monuments historiques in der französischen Gemeinde Villiers-sur-Suize auf.

## Liste der Objekte
| Bezeichnung                                                    | Beschreibung                                                                                 | Standort                     | Kennzeichnung | Schutzstatus | Datum | Bild |
| -------------------------------------------------------------- | -------------------------------------------------------------------------------------------- | ---------------------------- | ------------- | ------------ | ----- | ---- |
| Hauptaltar                                                     | Retabel: Stein, zweite Hälfte des 17. Jahrhunderts; Altartisch und Tabernakel: Holz, um 1800 | in der Kirche St-Remy (Lage) | PM52001968    | Inscrit      | 2013  |      |
| Skulptur Madonna mit Kind                                      | aus dem 17. Jahrhundert                                                                      | in der Kirche St-Remy (Lage) | PM52001973    | Inscrit      | 2013  |      |
| Skulpturengruppe Unterweisung Mariens                          | aus dem 17. Jahrhundert                                                                      | in der Kirche St-Remy (Lage) | PM52001971    | Inscrit      | 2013  |      |
| Zwei Skulpturen: Madonna mit Kind und Heiliger Remigius        |                                                                                              | in der Kirche St-Remy (Lage) | PM52001969    | Inscrit      | 2013  |      |
| Zwei Reliquienbüsten: Heiliger Remigius und heiliger Pantaleon | Goldschmiedearbeit, 18. Jahrhundert                                                          | in der Kirche St-Remy (Lage) | PM52001970    | Inscrit      | 2013  |      |
| Skulptur Johannes der Täufer                                   | aus dem 17. Jahrhundert                                                                      | in der Kirche St-Remy (Lage) | PM52001972    | Inscrit      | 2013  |      |